# État de Goshen
1882–1883
Entités précédentes :
- Tswana (peuple)
- Griquas

Entités suivantes :
- Stellaland

Goshen, officiellement connu sous le nom d'État de Goshen (en néerlandais : Het Land Goosen), est une république boer éphémère (1882-1883) en Afrique du sud fondée par des Boers s'étendant à l'ouest du Transvaal et s'opposant à l'avancée britannique dans la région.